# Condado de la Playa de Ixdain
El condado de la Playa de Ixdain es un título nobiliario español creado por el rey Alfonso XIII en favor de Leopoldo Saro Marín, teniente general del ejército español, mediante real decreto del 26 de mayo de 1926 y despacho expedido el 19 de julio del mismo año, en recompensa a su brillante actuación en el desembarco de Alhucemas.

## Condes de la Playa de Ixdain
|                           | Titular                             | Periodo                   |
| Creación por Alfonso XIII | Creación por Alfonso XIII           | Creación por Alfonso XIII |
| ------------------------- | ----------------------------------- | ------------------------- |
| I                         | Leopoldo de Saro y Marín            | 1926-1936                 |
| II                        | Leopoldo Saro y Saro                | 1953-1965                 |
| III                       | María de los Dolores de Saro y Saro | 1965-hoy                  |

## Historia de los condes de la Playa de Ixdain
- Leopoldo de Saro y Marín (Morón, Cuba, 11 de enero de 1878-Madrid, 19 de agosto de 1936), I conde de la Playa de Ixdain, teniente general del Ejército, Gran Cruz del Mérito Naval con distintivo rojo, gentilhombre de cámara del rey.[1][3]

Casó en 1906 con Josefa de Saro y Moya. El 30 de octubre de 1953 le sucedió su hijo:
- Leopoldo de Saro y Saro, II conde de la Playa de Ixdain.[1]

Casó con Dolores de Saro y Eguilior. El 3 de diciembre de 1965, previa orden del 2 de marzo para que se expida la correspondiente carta de sucesión (BOE del día 9), le sucedió su hija:
- María de los Dolores de Saro y Saro (n. 30 de octubre de 1932), III condesa de la Playa de Ixdain.[6]

Casó con el abogado Adolfo Rodríguez-Jurado y Spínola (1928-1981).